# Hervé Lossec
Hervé Lossec, né le 13 octobre 1947 à Lesneven en Bretagne, dans le pays de Léon finistérien, est un écrivain qui a publié une trentaine d'ouvrages sur la culture bretonne, et en particulier sur la langue bretonne.
Son livre le plus connu est Les bretonnismes, paru en 2010 ; les tomes 1 et 2 ont été tirés à plus de 300 000 exemplaires (en 2019). Les bretonnismes sont des traces de la langue bretonne dans le français parlé en Bretagne. Le mot est entré dans nos dictionnaires (Le Petit Robert - 2015).

## Biographie
Hervé Lossec est bretonnant de langue maternelle, n'apprenant le français qu'en arrivant à l'école, à cinq ans et demi. Il quitte l'école à 16 ans pour travailler à la ferme familiale puis à la caisse fédérale du Crédit Mutuel de Bretagne (1964-1967), avant de devenir chef d'une entreprise de portails de jardins (1968-1997).
En 1997, âgé de 50 ans, il revend son entreprise pour se lancer dans l'apprentissage académique de sa langue natale. Pour cela, il suit une formation intensive en immersion durant six mois avec l'organisme Stumdi à Landerneau et entreprend une licence de breton au Centre de recherche bretonne et celtique de l'Université de Brest.
L'été 2010, il tient une rubrique dans le quotidien Ouest-France sur les expressions bretonnes, qui rencontre un engouement, lui donnant l'idée d'en faire un livre. Hervé Lossec s'intéresse à l'influence du breton dans le français parlé par les Bretons depuis qu'ils ont été obligés de parler français tout en continuant de penser en breton (lexique, grammaire, syntaxe),,. Sous-titré « Le français tel qu'on le parle en Bretagne », le premier volume Les Bretonnismes paraît en novembre 2010 aux éditions Skol Vreizh. Le succès est immédiat et inattendu pour l'auteur : il se vend à plus de 180 000 exemplaires, dont une large part dans la région (66 000 exemplaires en un mois et demi). Le deuxième tome, sorti fin 2011, fait une petite incursion dans le pays gallo (partie Est de la Bretagne).
Il est président-fondateur (2000/2012) de l'association Ti ar Vro Bro-Leon qui fédère différentes associations culturelles. En 2000, il lance à Lesneven le concept de veillées bretonnes du 21e siècle. Pour ces moments conviviaux entièrement en breton, il écrit des histoires et des chansons, pour lui ou pour des conteurs comme Marc Paugam, ou des chanteurs comme le groupe O'lato, François Caroff etc.
Auteur, il est aussi traducteur et correcteur référent pour l'académie de Rennes auprès des éditions pédagogiques en breton.
Sportif accompli, il participe à la création et à la gestion de clubs sportifs et il participe à plusieurs marathons ou des raids sportifs à l'étranger.
En 2013, le chanteur Gilles Servat sort une chanson et un album titrés par la formulation bretonne C'est ça qu'on aime vivre avec, qui met en valeur les expressions inspirées des Bretonnismes d’Hervé Lossec.
En 2016 Georges Quilliou sort un nouvel enregistrement, Channig et Fañch bretonnisent, comprenant 45 nouveaux sketchs écrits par Hervé Lossec.

## Ouvrages

### En français ou bilingue français/breton

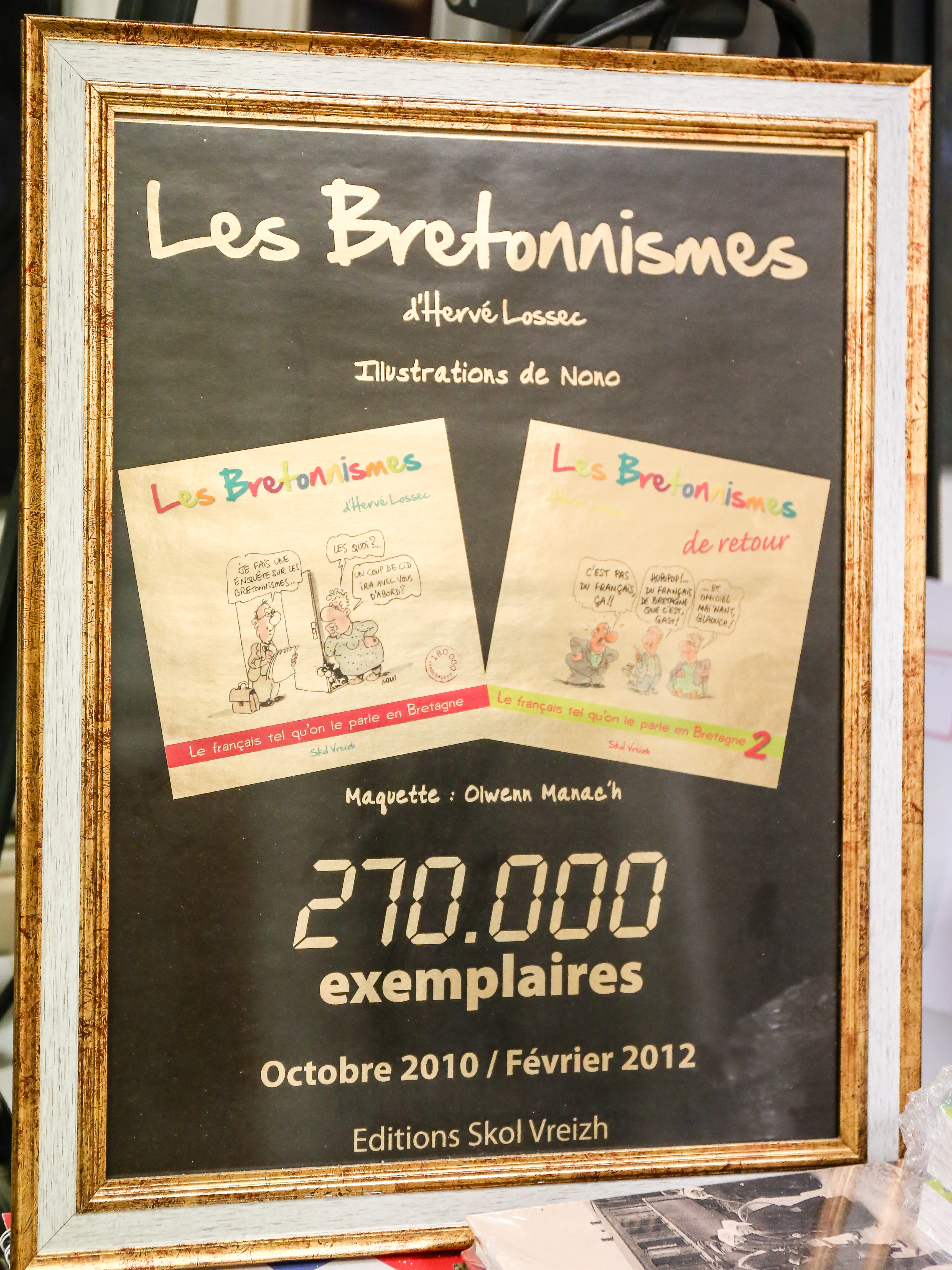
Les Bretonnismes, 270000 exemplaires vendus en un peu plus d'un an.

- 2002 : Domino ! cheu nevez : histoires et pratiques du jeu de domino dans le Léon ; suivi d'un recueil d'expressions bretonnes employées par les joueurs... préface de Guy Jaouen. Éd. Fédération des amis de la lutte et des sports et jeux d'adresse de Bretagne (FALSAB)
- 2005 : Perles de banquiers, illustrations de Nono. Éd. Le Télégramme
- 2010 : Les bretonnismes ; illustrations de Nono. Éd. Skol Vreizh
- 2011 : Les bretonnismes de retour ; illustrations de Nono. Éd. Skol Vreizh
- 2011 : Le français tel qu'on le parle en Bretagne. Éd. Skol Vreizh
- 2012 : Vous parlez breton sans le savoir, avec Pascale Cheminée. Éd. Rue des écoles
- 2013 : Ma doue benniget ! : histoires drôles bilingues réunies par Hervé Lossec ; illustrations de Nono. Éd. Ouest-France
- 2013 : Koll-digoll brezel, écrit par Anne Guillou, traduit en breton par Hervé Lossec. Éd. Skol Vreizh
- 2014 : Histoires drôles en langues de Bretagne, avec Daniel Graudon. Éd. Ouest-France
- 2014 : Les histoires vraies d'Hervé Lossec : trop vrai que c'est, pourtant ! ; préface et dessins de Nono. Éd. Skol Vreizh
- 2014 réédition augmentée en 2019 : Insultes, jurons et autres amabilités bretonnes ; illustrations, Nono. Éd. "Ouest-France"
- 2015 : Proverbes & dictons bretons, traduction et interprétation par Hervé Lossec ; illustrations, Maria Menguy ; préface, Alain Kervern. Éd. Géorama
- 2015 : Krampouezh-saocisse : du plijadur en breton, gallo, français à s'en décrocher l'piâchoué, écrit avec Daniel Giraudon ; illustrations de Nono. Éd. Ouest-France
- 2016 : Channig et Fañch bretonnisent, textes Hervé Lossec ; interprétation Georges Quilliou et Hervé Lossec. Éd. Skol Vreizh (avec CD)
- 2017 : Les 7 péchés capitaux à la mode de Bretagne, en breton/gallo/français écrit avec Daniel Giraudon ; illustrations de Nono. Éd. Ouest-France
- 2019 : Les bretonnismes 3, à vous de jouer ; illustrations de Nono, avec Klervi Abalain, Éd. Skol Vreizh

### En breton
- 2006 : Friko Yannig Pennkaled (le festin de Yannick le têtu), roman. Éd. Emgleo Breiz
- 2009 : Buhez ha fent (vie et humour). Éd. Emgleo Breiz
- 2009 : Loig Drouglazet ; illustrations de Olier Berson ; notes de Ronan L'Hourre. Éd. TES, Ti-embann ar skolioù brezhonek
- 2010 : Tu pe du (d'un côté ou de l'autre). Éd. Keit vimp bev
- 2015 : Jabadao Jobig, livre pour enfants inspiré par Jo Le Lay, Éd. Keit vimp bev
- 2017 : Pebezh buhez ki ! (quelle vie de chien) écrit par Herve Jaouen ; dessins de Nono; traduit en breton par Herve Lossec. Éd. Skol Vreizh
- 2020 : "Amañ emañ an amann, Mamm" , recueil de 12 nouvelles chez Skol Vreizh.

### Traductions
- Kontadennoù ha mojennoù eus bro Lokireg, écrit par Jo Le Lay, Éd. du petit clos,  (ISBN 978-1-291-47318-6).
- Livres de poèmes et haikus de Alain Le Roux (publiés en bilingue) : en 2007 : La porte du temps - éd. du Curnic ; en 2009 : De Kemoalic à Gouerven  (ISBN 978-2-9522882-24) ; en 2009 : La pomme de fleur (Aval ar Vleuñvenn) éd. le manuscrit  (ISBN 978-2-304-01780-9).
- 2010 : Ar friko milliget (noce maudite) : roman de Anne Guillou, traduit en breton par Herve Lossec. Éd. Skol Vreizh
- 2012 : Euzhvil al lenn zu (Le Monstre du Lac noir), livre jeunesse écrit par Herve Jaouen ; traduit en breton par Herve Lossec. Éd. Skol Vreizh
- 2013 : Koll-digoll brezel (dommages de guerre), écrit par Anne Guillou, traduit en breton par Hervé Lossec. Éd. Skol Vreizh
- 2014 : Palmer e Breizh, BD de Pétillon, traduit en breton par Hervé Lossec. Éd. Dargaud
- 2017 : Pebezh buhez ki ! (Quelle vie de chien !), livre jeunesse d'Hervé Jaouen traduit en breton par Hervé Lossec. Éd. Skol Vreizh
- 2019 : "Amzer lous-pemoc'h" e Breizh, adaptation de la BD "Temps de Cochon en Bretagne" de Paul Burel et Nono

### Articles
- 2009 : « Les bretonnismes ou l'influence du breton sur le français local », Bulletin du Centre Généalogique du Finistère
- 2011 : « Et si vous parliez breton sans le savoir ? », Bretons, no 61, janvier 2011

## Distinctions
Hervé Lossec a reçu pour Les bretonnismes le grand prix du livre en Bretagne décerné par Produit en Bretagne à Vannes en 2011. Il a reçu le priz ar Yaouankiz en 2011 pour Tu pe du et en 2016 pour sa traduction de Jabadao Jobig. Il a été récompensé en 2015 d'une Victoire de la Bretagne, catégorie « Action individuelle ». Un de ses textes a obtenu en 2019 et 2020 le premier prix dans la catégorie récit en breton au concours « Dire la Bretagne, dire sa Bretagne » organisé par la fédération Telenn dans le cadre de la fête de la Bretagne.